# Welk
Welk (dodatkowa nazwa w j. kaszub. Welk) – wieś w Polsce, położona w województwie pomorskim, w powiecie kartuskim, w gminie Sierakowice.
Wieś wchodzi w skład sołectwa Sierakowska Huta.
W latach 1975–1998 Welk administracyjnie należał do województwa gdańskiego.
Przed 2023 r. miejscowość była częścią wsi Sierakowska Huta.